# Венус (футбольный клуб, Бухарест)
«Венус» (рум. A.S.C. Venus București) — прекративший существование румынский футбольный клуб из Бухареста. В межвоенный период команда была одной из сильнейших в Румынии.

## История
Команда была основана в 1915 году в бухарестском районе Венус. В 1931 году у команды появился собственный стадион на 15 тысяч зрителей. На этом стадионе в 1935 году впервые в Румынии был проведён матч при искусственном освещении.
«Венус» 8 раз побеждал в чемпионате Румынии, но ни разу не выигрывал Кубок страны, регулярно (в финале розыгрыша 1939/40 и 5 полуфиналах) уступая «Рапиду». Интересно, что для определения результата того финала понадобилось 4 матча: 3 встречи завершились вничью, и «Рапид» одержал победу лишь в третьей переигровке. В Кубке Митропы команда участвовала трижды, но ни разу не проходила дальше первой стадии: в 1937 году команда проиграла оба матча венгерскому «Уйпешту»; в 1939 году «Венус» выиграл первый матч у «Болоньи» (1:0), но в ответном матче в Италии уступил 0:5; в 1940 году команда проиграла оба матча югославскому БСК с общим счётом 0:4.
После войны социалистическое руководство Румынии приняло постановление, согласно которому спортивные клубы обязаны были состоять при правительственной организации или профсоюзе, поэтому «Венус» в 1948 году объединился с клубом УКБ («Узинеле комунале Букурешти» — Коммунальная организация Бухареста) и продолжил выступления в Дивизии C. В 1949 году команда была расформирована.

## Достижения
- Чемпион Румынии (8): 1919/20, 1920/21, 1928/29, 1931/32, 1933/34, 1936/37, 1938/39, 1939/40
- Финалист Кубка Румынии: 1939/40